# フォスフォフィライト
燐葉石（りんようせき、フォスフォフィライト、英語: phosphophyllite）とは、リン酸塩鉱物に分類される稀な鉱物の一種。Zn2Fe2+(PO4)2・4H2Oという化学組成を持ち、ペグマタイトや金属鉱床の二次鉱物として生成する。phosphophylliteという名前は、リン酸塩であること及び劈開の様子から、リンを意味する英語のphosphorusと、ギリシャ語で植物の葉を意味するphyllonという単語を合成して名付けられた。コレクターによって希少性と繊細な青みがかった色が高く評価されている。燐葉石は非常に脆く壊れ易く、水色から淡い緑色のトルマリンの色合いを持つ。特に大きな結晶は極めて貴重なため加工されることはほとんど無い。

## 主な産地

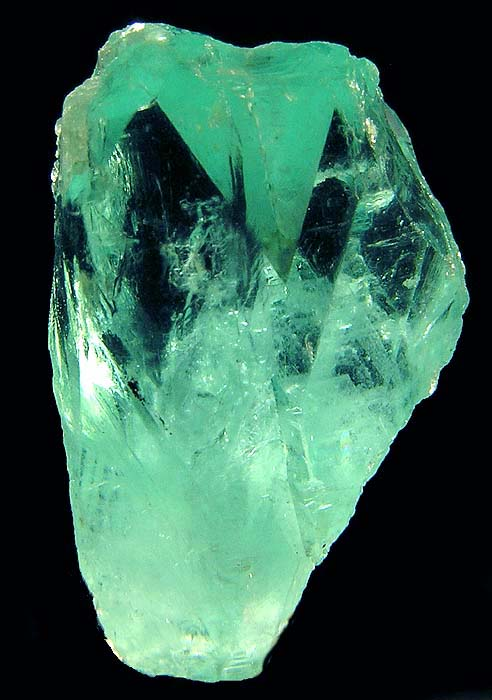
双晶した燐葉石の結晶、ボリビア産。 2.1 x 1.4 x 1 cm。

ボリビアのポトシにあるセロ・リコ銀山から採れた燐葉石は色味が強く美しかったが、1950年代末には燐葉石が産出した鉱床は採掘が終わってしまった。上記のほか、オーストラリア、アメリカ、ドイツ、ザンビアなどで産出している。しばしば黄銅鉱やトリフィライトと結びついたものが見つかる。